# Capacità di secrezione della tiroide
La capacità di secrezione della tiroide (GT, nota anche come capacità di increzione o, se calcolata dai livelli ormonali, come SPINA-GT) definisce la quantità massima stimolata di tiroxina che la tiroide può secernere nel sangue in un secondo.
GT è sia un concetto teorico utilizzato nelle teorie fisiologiche sulla funzione tiroidea sia (come parametro calcolato) un biomarcatore per la diagnosi avanzata dei disturbi tiroidei.

## Determinazione
La capacità di secrezione può essere determinata sperimentalmente misurando la produzione di T4 della ghiandola tiroidea dopo stimolazione con un'elevata concentrazione di TSH (ad esempio sotto forma di rhTSH, cioè TSH umano ricombinante). In passato, la capacità di secrezione veniva stimata anche misurando la concentrazione sierica dell'isotopo 131I di iodio legato alle proteine dopo la somministrazione di iodio radioattivo. A causa dell'elevata esposizione alle radiazioni associata, questo metodo non viene più utilizzata negli esami di routine.
In vivo, la GT può anche essere stimata dai livelli di equilibrio di TSH e T4 o T4 libero. In questo caso viene calcolata con
{\displaystyle {\hat {G}}_{T}={{\beta _{T}(D_{T}+[TSH])(1+K_{41}[TBG]+K_{42}[TBPA])[FT_{4}]} \over {\alpha _{T}[TSH]}}}
o
{\displaystyle {\hat {G}}_{T}={{\beta _{T}(D_{T}+[TSH])[TT_{4}]} \over {\alpha _{T}[TSH]}}}.
Questa equazione basata sulla fisiologia è oggi la procedura standard più utilizzata per determinare la capacità di secrezione della ghiandola tiroidea.
I parametri costanti delle equazioni sono:
{\displaystyle \alpha _{T}}: Fattore di diluizione per T4 (reciproco del volume apparente di distribuzione, 0,1 l−1)
{\displaystyle \beta _{T}}: Esponente di clearance per T4 (1,1e-6 sec-1), cioè la costante di velocità di degradazione
K41: Affinità T4-TBG (2e10 l/mol)
K42: Affinità T4-TBPA (2e8 l/mol)
DT: EC50 per TSH (2,75 mU/l)
Il quoziente di SPINA-GT e volume tiroideo determinato ecograficamente è chiamato capacità di secrezione specifica (SPINA-GTs).

## Intervallo di riferimento
| Limite inferiore | Limite superiore | Unità di misura |
| ---------------- | ---------------- | --------------- |
| 1,41             | 8,67             | pmol/s          |

## Significato clinico
SPINA-GT è elevata in caso di ipertiroidismo primario e diminuita nell'ipotiroidismo primario. La performance di secrezione è correlata al volume tiroideo determinato ecograficamente ed al pattern di ecografia color-doppler e ha mostrato un'affidabilità superiore a TSH, FT4 o FT3 in uno studio longitudinale. In uno studio è stata osservata una correlazione negativa tra GT e clearance della creatinina. Nella fase iniziale di una sindrome del malato eutiroideo (TACITUS), la SPINA-GT può essere temporaneamente leggermente elevata. D'altra parte, con alcune malattie croniche come la sindrome da fatica cronica, la SPINA-GT può essere ridotta.
In uno studio basato sulla popolazione, la capacità secretoria della tiroide era correlata alla durata del sonno e alla quantità di attività fisica. La relazione con l'assunzione di iodio seguiva un complesso schema a forma di U: SPINA-GT era ridotto nei soggetti che consumavano cibi ricchi di iodio ma aumentava l'eccesso di iodio.
Negli uomini ipotiroidei, sia SPINA-GT che SPINA-GD sono correlati negativamente con la funzione erettile e la soddisfazione sessuale Nelle donne con tireotossicosi, l'aumento della produzione secretoria predice disfunzione sessuale e un grado più elevato di depressione.
In determinate situazioni, la terapia con metformina porta a un aumento delle prestazioni di secrezione, parallelamente a una migliore sensibilità all'insulina. Questo fenomeno sembra essere modulato dagli ormoni sessuali.
Nei soggetti con tireopatia autoimmune e un basso apporto di vitamina D al limite, le prestazioni di secrezione aumentano durante la terapia con 25-idrossicolecalciferolo. Sebbene sia la terapia supplementare con vitamina D che la dieta priva di glutine determinino un aumento della SPINA-GT, sembra esserci un'interazione complessa tra le due misure terapeutiche, poiché il trattamento con vitamina D è in grado di elevare la capacità secretoria della tiroide solo nei soggetti che non seguono alcuna raccomandazione dietetica.
La capacità di secrezione specifica (SPINA-GTs) è aumentata nell'obesità e nella tiroidite autoimmune.
Il calcolo della SPINA-GT si è dimostrato utile in situazioni cliniche difficili, ad es. per la diagnosi differenziale dell'ipotiroidismo subclinico e dell'elevata concentrazione di TSH dovuta al carico allostatico di tipo 2 (come è tipico dell'obesità e di alcune malattie psichiatriche). A questo scopo, il suo utilizzo è stato raccomandato nella valutazione sociomedica.